# Jeff Hartings
(en) Statistiques sur pro-football-reference
Jeffrey Alan Hartings, né le 9 septembre 1972 à Saint Henry (Ohio, États-Unis) est un joueur de football américain professionnel.

## Carrière
Il évolue au poste de centre dans l'équipe des Pittsburgh Steelers. Il commença sa carrière en 1996 avec les Detroit Lions, puis rejoignit en 2001 les Steelers  pour les quitter en 2006 après avoir gagné le Super Bowl XL.